# 维奥藏
维奥藏（法語：Viozan，法語發音：[vjozɑ̃]）是法国热尔省的一个市镇，属于米朗德区。

## 地理
维奥藏（43°23'36"N, 0°28'28"E）面积6.76 平方千米，位于法国奧克西塔尼大區热尔省，该省份为法国西南部内陆省份，北起顺时针与洛特-加龙省、塔恩-加龙省、上加龙省、上比利牛斯省、大西洋比利牛斯省和朗德省接壤。
与维奥藏接壤的市镇（或旧市镇、城区）包括：欧让-穆尔内德、拉加尔德-阿尚、蒙托、圣奥朗克卡佐、圣奥斯、索维亚克。

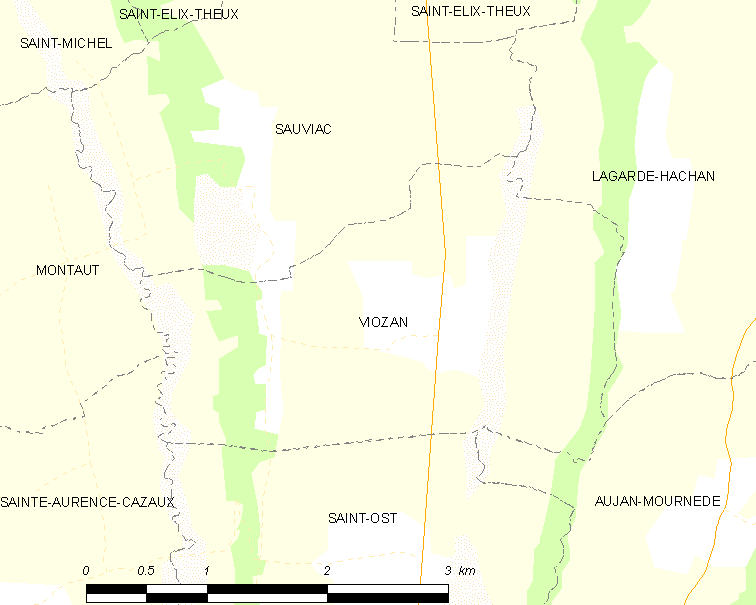
维奥藏的OSM定位图

维奥藏的时区为UTC+01:00、UTC+02:00（夏令时）。

## 行政
维奥藏的邮政编码为32300，INSEE市镇编码为32466。

## 政治
维奥藏所属的省级选区为米朗德-阿斯塔拉克县。

## 人口

1962-2008年间维奥藏人口变化图示

维奥藏于2022年1月1日时的人口数量为94人。